# ۲۷۷ (قمری)
۲۷۷ (قمری)، دویست و هفتاد و هفتمین سال در گاهشماری هجری قمری است. اول محرم این سال برابر با بیست و نهم آوریل سال ۸۹۰ میلادی است.